# Agronomski fakultet u Zagrebu
Agronomski fakultet u Zagrebu jest visoko učilište u Zagrebu. 
Dijelom je Sveučilišta u Zagrebu.

## Preddiplomski studiji
- Agrarna ekonomika
- Agroekologija
- Animalne znanosti
- Biljne znanosti
- Ekološka poljoprivreda
- Hortikultura
- Krajobrazna arhitektura
- Poljoprivredna tehnika
- Fitomedicina
- Mediteranska poljoprivreda

## Poslijediplomski studij
Izvor:

### Doktorski
- Poljoprivredne znanosti

### Specijalistički studij
- Ribarstvo
- Stočarstvo
- Poslovno upravljanje u agrobiznisu – MBA

## Ustrojstvo
Organizacijske cjeline su dekanat, zavodi, laboratoriji, pokušališta, centralna agronomska knjižnica i ured za međunarodne odnose.
Zavodi u sklopu ovog fakulteta su zavodi za:
- ekonomiku poljoprivrede i agrarnu sociologiju
- fitopatologiju
- herbologiju
- hranidbu domaćih životinja
- informatiku i matematiku
- ishranu bilja
- kemiju
- marketing
- mehanizaciju poljoprivrede
- melioracije
- mikrobiologiju
- mljekarstvo
- opće stočarstvo
- opću proizvodnju bilja
- oplemenjivanje bilja, genetiku, biometriku i eksperimentiranje
- pedologiju
- poljoprivrednu botaniku
- poljoprivrednu tehnologiju, skladištenje i transport
- poljoprivrednu zoologiju
- povrtlarstvo
- ribarstvo, pčelarstvo i specijalnu zoologiju
- sjemenarstvo
- specijalno stočarstvo
- specijalnu proizvodnju bilja
- ukrasno bilje, krajobraznu arhitekturu i vrtnu umjetnost
- upravu poljoprivrednog gospodarstva
- vinogradarstvo i vinarstvo
- voćarstvo

Pokušališta u sklopu ovog fakulteta su:
- Centar za povijesne vrtove i razvoj krajobraza
- Centar za travnjaštvo
- Jazbina
- Lovište Prolom
- Maksimir
- Šiljakovačka Dubrava

Laboratoriji u sklopu ovog fakulteta su laboratoriji za: 
- ampelografiju
- analitičku kemiju
- analizu faune tla i insektarij
- analizu gnojiva
- analizu kvalitete poljoprivrednih proizvoda biljnog podrijetla
- analizu tla i biljnog materijala
- analizu tla i vode
- analizu voluminozne krme
- biometriku
- enologiju
- fitovirologiju i fitobakteriologiju
- fizikalno-kemijske analize stočne hrane
- fizikalnu analizu plodova voća
- fizikalnu i kemijsku analizu tla
- genetičku identifikaciju domaćih životinja
- gljivične bolesti bilja
- informatiku
- ispitivanje poljoprivrednih strojeva i oruđa
- kalibriranje vlagomjera
- mikrobiologiju
- mlijeko i mliječne proizvode
- molekularnu genetiku
- ribarske analize s mrijestilištem
- sjemenarstvo

te kao posebne jedinice
- plastenici s kontroliranim uvjetima uzgoja
- pokusni pčelinjak
- pokusni podrum za mikrovinifikaciju

## Povijest
Utemeljen je 1919. kao Gospodarko-šumarski fakultet. Najstarija je od svih akademskih ustanova u poljodjelstvu na području Republike Hrvatske.

## Vanjske poveznice
- Službena stranica Agronomskog fakulteta u Zagrebu